# قراءة الكف

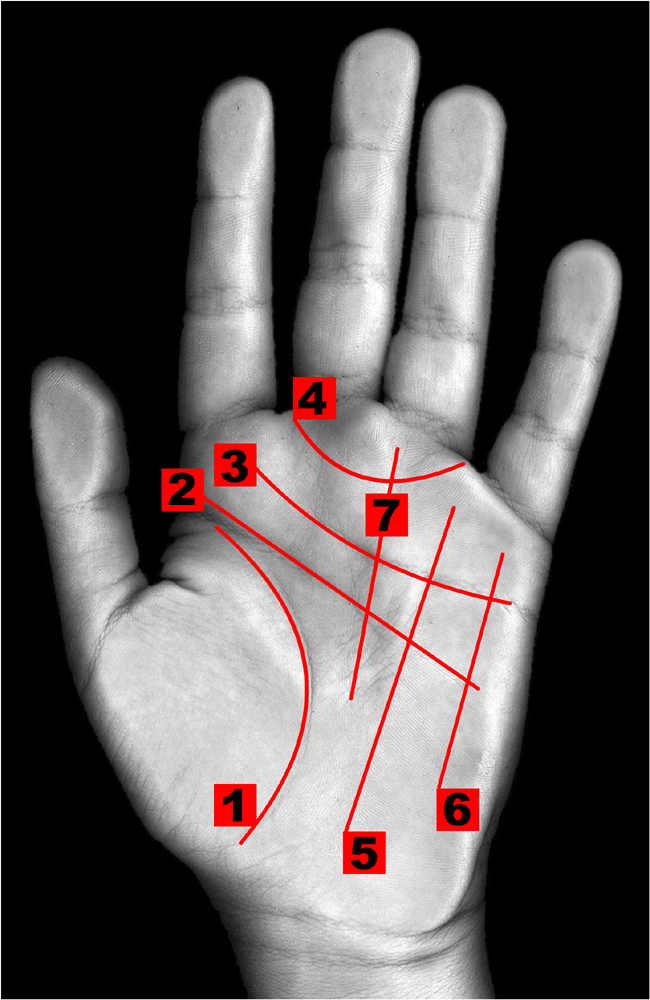
1. خط الحياة، 2. خط الرأس، 3. خط القلب، 4. تلة فينوس، 5. خط الشمس، 6. خط عطارد، 7. خط النصيب

قراءة الكف أو كشف البخت أو قراءة الطالع هي ممارسة تزعم التنبؤ بالمستقبل الموجودة في الثقافة الشعبية لدى بعض الشعوب. تفترض هذه الطريقة معرفة صفات ومستقبل شخص ما من خلال النظر مليا إلى الخطوط والتعرجات الموجودة على كف الإنسان وبحسب هذه الطريقة فإن يد الإنسان مقسمة لمناطق تشمل خطوط تدل على صفات معينة وكلما كانت الخطوط التي تدل على صفة ما أكثر عمقا كلما كان الشخص بارزا في هذه الصفة. القراءة في الكف من وجهة النظر العلمية هي مجرد علوم زائفة إذ أنه لا توجد أية أبحاث تؤكد وتساند إدعاءات العارفين بهذه الممارسة.
توجد تفسيرات متنوعة –متضاربة في كثير من الأحيان- لخطوط وتضاريس اليد، موزعة في مدارس مختلفة لقراءة الكف. يعارض غالبية الأكاديميين ممارسة قراءة الكف، مع أنها ممثلة برمز الخمسة في اليهودية، ويمارسها كبار البراهمة الهندوسيين، ويناقشها سفر أيوب37:7 بصورة غير مباشرة. التناقضات في التفسيرات المقدمة وانعدام الأدلة التي تدعم تنبؤات قراءة الكف تجعل هذه الممارسة علمًا زائفًا في نظر الأكاديميين.

## قراءة الكف نظرة تاريخية
عرفت الحضارات القديمة في بلاد الرافدين والهند والصين قراءة الكف منذ وقت قديم قد يعود إلى حوالي 3000 عام قبل الميلاد وبقيت تتناقل عبر الأجيال من جيل إلى جيل. وأقدم توثيق مكتوب يلقي الضوء على هذه الممارسة وجد في الهند مكتوبا بالغة السنسكريتية ويدعى أنجاويديا وهو بحسب معتقدات الهنود إن قراءة الكف منحت كهدية للبشر من آلهة البحر سمودرا، وكذلك يعتقد الهنود أن حكماء الهند تعرفوا على بوذا من خلال بعض العلامات على يديهِ ورجليهِ.
بينما عرف اليونانيين والرومان قراءة الكف وسموها (قحافة اليد)، وهم يقصدون بذلك كامل يد الإنسان علما بأن معظم المعلومات التي تتكلم عن هذهِ الممارسة فقدت عبر السنين، وتطرق بعض المفكرين القدامى أمثال ديموقريطوس والفيلسوف أرسطو في بعض كتاباتهم إلى قراءة الكف كما أبدى كلا من هيبوقراطس وفيثاغورث اهتماما بهذه الممارسة.
أما أنطونيوس قيصر فقد كان يعمل لديهِ قارئ كف شخصي يدعى أرتيميدور جلب من منطقة لود في آسيا الصغرى، ومن المهتمين لها أيضأ كان يوليوس قيصر الذي درج على فحص أيدي المقربين لهُ وحتى منافسيه، وكذلك كهان هيكل أوقروس في روما حيث كان لزاما عليهم دراسة قراءة الكف، بينما حظرت الكنيسة منذ القرن الرابع الميلادي جميع الممارسات المتعلقة بقراءة الكف ومن يخرق هذا الحظر يعتبر كافراً ويكون مصيره في الغالب المنع من دخول الكنيسة .
ولكن في العصور الوسطى ظهرت هذه الممارسة مع توافد الغجر على قارة أوروبا.

### قراءة الكف في العصر الحديث
جرى إحياء قراءة الكف في العصر الحديث بدءًا بكتاب كابتن كازمير ستانيسلاس داربنتيني «قراءة الكف» 1839.
أسست كاثرين سانت هيل جمعية قراءة الكف في بريطانيا العظمى في عام 1889 بهدف تطوير وتنظيم فن قراءة الكف ومنع المشعوذين من إساءة استخدامه. أسس إدغار دو فالكورت فيرمونت (كونت سان جيرمان) جمعية قراءة الكف الأمريكية في عام 1897.
كان الإيرلندي ويليام جون وورنر المعروف بلقب شيرو شخصية مهمة في حركة قراءة الكف الحديثة. تتلمذ شيرو على يد غورو الهند ثم بدأ ممارسة قراءة الكف في لندن وحظي بمتابعة واسعة من زبائن مشهورين حول العالم مثل مارك توين وويليام توماس ستيد وسارة برنار وماتا هاري وأوسكار وايلد وغروفر كليفلاند وتوماس إيديسون وأمير ويلز وهربرت كتشنر وويليام غلادستون وجوزيف تشامبرلين. كان شيرو «قارئ كف مجتمع» شهيرًا قصده حتى غير المؤمنين بالتنجيم طالبين قراءة أكفهم. كتب الشكوكي مارك توين في كتاب الزائر الخاص بشيرو أن شيرو «كشف لي شخصيتي بدقة مهينة».
نشر الموسوعي الإنكليزي إدوارد هيرون ألين أعمالًا مختلفة من بينها كتاب في عام 1883 يحمل عنوان قراءة الكف، دليل قراءة الكف، الذي مازال يطبع حتى اليوم. ظهرت محاولات لصوغ أساس علمي لهذه الصنعة، أهمها كتاب في عام 1900 بعنوان «قوانين قراءة الكف العلمية» كتبه ويليام جي بنهام.

## التقنيات
تقدم قراءة الكف تقييمًا لشخصية الفرد وتنبؤًا بحياته المستقبلية من خلال «قراءة» راحة اليد. تزعم هذه الممارسة أن «الخطوط» المختلفة (مثل «خط القلب» و«خط الحياة» وغيرها) و«التلال» (أو الارتفاعات) تقدم تفسيرات من خلال قياساتها وصفاتها وتقاطعاتها. في بعض الثقافات، يتفحص القارئون أيضًا سمات الأصابع والأظافر وأنماط الجلد الراحي (دراسة تقاطيع النهايات) وملمس ولون الجلد وشكل راحة اليد ومرونة اليد. يبدأ القارئ عادةً بقراءة راحة اليد المسيطرة (التي يستخدمها الفرد في الكتابة أو يستعملها على نحو أكبر، والتي تمثل وفقًا للممارسة العقل الواعي، بينما تمثل اليد الأخرى اللاوعي). في بعض الثقافات، يُعتقد أن اليد غير المسيطرة تحمل سمات موروثة أو عائلية، وتبعًا لمعتقدات قارئ الكف، يمكن أن تُبلغ الكف غير المسيطرة عن الحياة السابقة أو وضع «الكارما». يمكن تتبع جذور الإطار الأساسي في قراءة الكف الكلاسيكية (الأكثر ممارسة وتَناقلًا) إلى الأساطير اليونانية. تُنسب كل منطقة من راحة الكف والأصابع إلى إله أو إلهة، وتعبر سمات المنطقة عن طبيعة الناحية الموافقة في حياة الشخص. فمثلًا، تُنسب الإصبع الوسطى إلى الإله اليوناني أبولو؛ تشير خصائص الإصبع الوسطى إلى نواحٍ متعلقة بالفن والموسيقا والجماليات والشهرة والثروة والتناغم.
تشير السجلات التاريخية إلى أن قراءة الكف ربما نشأت في ساناتان دارما أو الحضارة الهندية وانتقلت إلى اليونان. قال شيرو نفسه إنه تلقى معارفه من خلال دراسة قراءة الكف في قرية هندية تدعى كونكان.

## الانتقاد
يرتكز الانتقاد الموجه ضد قراءة الكف إلى افتقار الممارسة إلى الأدلة التجريبية التي تدعم صحتها. يعتبر الأدب العلمي قراءة الكف علمًا زائفًا أو اعتقادًا خرافيًا.

كتب الشكوكي وعالم النفس راي هايمان: 
«بدأتُ ممارسة قراءة الكف في مراهقتي لدعم مدخولي من عروض السحر والألعاب العقلية. لم أكن مؤمنًا بقراءة الكف حينها. ولكني أدركت أن عليّ التصرف كما لو كنت مصدقًا كي «أبيعها». بعد سنوات قليلة، صرت متيقنًا من قراءة الكف. في إحدى المرات، اقترح عليّ ستانلي جاكس، الذي كان محترف ألعاب العقل ورجلًا أحترمه، بلباقة، أن أقدم لزبائني عمدًا قراءات معاكسة لما تشير إليه الخطوط، باعتبارها تجربة مثيرة. جربت الأمر مع بعض زبائني. ودهشت وذعرت لكون تلك القراءات بنفس نجاح القراءات السابقة. منذ ذلك الحين، صرت مهتمًا بالقوى العظيمة التي تقنعنا، القارئ والزبون على حد سواء، أن شيئًا ما صحيحٌ رغم أنه ليس كذلك».
يضع الشكوكيون قارئي الكف في قائمة العرافين الذين يمارسون القراءة الباردة. والقراءة الباردة هي الممارسة التي تسمح للقارئين باختلاف أنواعهم، بمن فيهم قارئو الكف، بأن يَبدوا وسطاء روحيين، باستخدام التخمين المبني على الاحتمالات الراجحة واستنتاج التفاصيل اعتمادًا على إشارات وتلميحات الشخص الآخر.

## الأصابع
كل أصبع لها مسمى:
- السبابة: تسمى إصبع المشتري
- الوسطى: تسمى إصبع زحل
- البنصر: تسمى إصبع الشمس
- الخنصر: إصبع عطارد
- الإبهام: ينقسم لقسمين قسم يشمل الظفر ويسمى خلية الظفر أو الإرادة والقسم الثاني يسمى خلية المنطق

## تضاريس كف اليد
التلال المجاورة للأصابع تسمى حسب اسم الإصبع الذي يقابلها. حيث تسمى تلة الإبهام تلة الزهرة التلة المجاورة لتلة الإبهام من الجهة الثانية لكف اليد تسمى تلة هامش اليد أوتلة القمر

## خطوط كف اليد
- خط الحياة: هو الخط الذي يبدأ من الجهة الشمالية لكف اليد اليسرى ومن الجهة اليمنى لليد اليمنى حيث يستمر وصولا لأصل اليد. يدل هذا الخط على الأحداث ونمط الحياة للشخص. وطول الخط لا يدل على طول عمر الشخص وإنما يدل على جودة حياته.
- خط الرأس: هو خط أفقي يبدأ تقريبا من نفس مكان بدء خط الحياة. وهو يدل على المواهب والإبداع والقدرة العقلية
- خط القلب: خط أفقي يبدأ عموما من أسفل الإصبع الوسطى وينتهي من الجهة اليمنى لليد اليسرى ومن الجهة اليسرى لليد اليمين. يرمز إلى الصحة الجسدية والعواطف
- خط الصحة: هو خط عمودي موجود في الجهة اليمنى لليد اليسرى وفي الجهة اليسرى لليد اليمنى عندما يكون هذا الخط صغير فذلك يدل على عدم وجود مشاكل صحية للشخص.

## قراءة الكف من المنظور الديني الإسلامي
قراءة الكف وقراءة الطالع وقراءة الفنجان في الشريعة الإسلامية هي ضرب من ضروب التنجيم والكهانة وهي أمور محرمة وتعتبر من إدعاء علم الغيب الذي لا يعلمه إلا الله كما في الآية ( قل لا يعلم من في السموات والأرض الغيب إلا الله )وفي الآية الأخرى ( وعنده مفاتح الغيب لايعلمها إلا هو ) وهذه العلوم والقراءات تعدها الشريعة الإسلامية إدعاء لعلم الغيب وكفر أكبر يخالف جوهر الإسلام، وفي الحديث النبوي: عن وصيفة بنت أبي عبيد عن بعض ازواج النبي محمد صلى الله عليه وسلم عن النبي محمد صلى الله عليه وسلم قال: (من أتى عرافاً فسألهُ عن شيءٍ فصدقهُ لم تقبل لهُ صلاة أربعين ليلة).
.